# Strapping Young Lad
Strapping Young Lad byla kanadská metalová skupina založená Devinem Townsendem roku 1995. Skupina začala jako one-man projekt a Devin sám studiově nahrával většinu nástrojů. Písně poté vyšly na jeho debutovém albu Heavy as a Really Heavy Thing. V roce 1997 nabral stálé členy, sám zastupoval už jen kytaru a vokály. Jed Simon dostal do rukou druhou kytaru, Byron Stroud baskytaru a Gene Hoglan bicí. Tato sestava jim vydržela až do rozpadu v roce 2007. Do té doby stihli vydat pět studiových alb.

## Diskografie
Studiová alba
- Heavy as a Really Heavy Thing (1995)
- City (1997)
- Strapping Young Lad (2003)
- Alien (2005)
- The New Black (2006)